# Pezotettix sorbinii
Pezotettix sorbinii är en insektsart som beskrevs av Massa och Fontana 1998. Pezotettix sorbinii ingår i släktet Pezotettix och familjen gräshoppor. Inga underarter finns listade i Catalogue of Life.